# Grias longirachis
Grias longirachis é uma espécie de lenhosa da família Lecythidaceae.
Apenas pode ser encontrada no Equador.
Os seus habitats naturais são: florestas subtropicais ou tropicais húmidas de baixa altitude e regiões subtropicais ou tropicais húmidas de alta altitude.